# Torres Calcio Femminile
Torres Calcio Femminile (znany też jako Torres) – włoski klub piłki nożnej kobiet, mający siedzibę w mieście Sassari na zachodzie kraju. Jest sekcją piłki nożnej kobiet w klubie Sassari Torres.

## Historia
Chronologia nazw:
- 1980: A.C.F. Delco Costruzioni
- 1989: S.S. Woman Sassari
- 1993: S.S. Torres Fo.S.
- 2001: Torres Terra Sarda
- 2006: Eurospin Torres
- 2008: A.S.D. Torres Calcio
- 06.2014: Associazione Sportiva Dilettantistica Torres Calcio (po przyłączeniu do męskiego klubu Sassari Torres)
- 2015: klub rozwiązano
- 29.04.2016: ASD FC Sassari Torres Calcio Femminile

## Stadion
Klub rozgrywa swoje mecze domowe na stadionie Vanni Sanna w Sassari, który może pomieścić 12000 widzów.

## Sukcesy

### Trofea międzynarodowe
- Liga Mistrzyń UEFA:
  - ćwierćfinalista (3): 2009/10, 2012/13, 2013/14

- Italy Women's Cup:
  - zdobywca (2): 2004, 2008
  - finalista (1): 2005

### Trofea krajowe
- Serie A (I poziom):
  - mistrz (7): 1993/94, 1999/00, 2000/01, 2009/10, 2010/11, 2011/12, 2012/13
  - wicemistrz (8): 1994/95, 1996/97, 1998/99, 2003/04, 2004/05, 2007/08, 2008/09, 2013/14
  - 3.miejsce (1): 2002/03

- Serie B (II poziom):
  - mistrz (1): 1989/90

- Puchar Włoch:
  - zdobywca (8): 1990/91, 1994/95, 1999/00, 2000/01, 2003/04, 2004/05, 2007/08, 2010/11
  - finalista (4): 2002/03, 2008/09, 2009/10, 2013/14

- Superpuchar Włoch:
  - zdobywca (7): 2000, 2004, 2009, 2010, 2011, 2012, 2013
  - finalista (2): 2005, 2008